# Motya haematopis
Motya haematopis är en fjärilsart som beskrevs av George Francis Hampson 1912. Motya haematopis ingår i släktet Motya och familjen trågspinnare. Inga underarter finns listade i Catalogue of Life.